# Władysław Glass
Władysław Aleksander Glass (ur. 21 listopada 1864, zm. 9 listopada 1918) – Polak, generał major Armii Imperium Rosyjskiego.

## Życiorys
Władysław Aleksander Glass pełnił służbę w armii rosyjskiej od 1885. Dwa lata później został oficerem. W styczniu 1918 inspektor naczelny Polskiej Siły Zbrojnej na Ukrainie, gen. Eugeniusz de Henning-Michaelis mianował go dowódcą 4 Dywizji Strzelców Polskich. Dywizja formowała się w Sorokach w Besarabii w składzie II Korpusu Polskiego pod dowództwem gen. Sylwestra Stankiewicza.
Wacław Lipiński określił go jako „w ogóle z polskością prawie nie związanego” i zarzucił mu oraz gen. Stankiewiczowi niewykorzystanie szansy na liczebne wzmocnienie korpusu w okresie demobilizacji armii rosyjskiej. Zdanie to podzielił Mieczysław Wrzosek, uznając ich za nieporadnych i pozbawionych zdolności organizatorskich. W tym samym czasie Rumunia pokonana przez państwa centralne została zobowiązana do rozbrojenia wszystkich obcych formacji wojskowych stacjonujących na jej terytorium, w tym na przyłączonym obszarze Besarabii. Komitet Wykonawczy Związku Wojskowych Polaków Frontu Rumuńskiego podejmuje decyzję o przeniesieniu korpusu na wschód. Z decyzją komitetu nie zgodzili się generałowie Stankiewicz i Glass, którzy „uważali, że korpus jest w tym celu stworzony, by umożliwić zbiorowy powrót żołnierzy do domów” lecz nie zajęli jednoznacznego stanowiska i pozostawili żołnierzom swobodę w podjęciu decyzji. Niejednoznaczna postawa generałów spotkała się ze sprzeciwem żołnierzy przede wszystkim z II Brygady Legionów. 15 marca tego roku Komitet Wykonawczy ZWP FR został zastąpiony przez Radę Naczelną II Korpusu Polskiego. 28 marca Rada Naczelna usunęła generałów Stankiewicza i Glassa z zajmowanych stanowisk. Generał Glass udał się do Winnicy, do miejsca postoju dowódcy III Korpusu Polskiego. Razem z nim udał się cały sztab dywizji, część taborów i szpital dywizyjny. Łącznie 79 oficerów i 380 żołnierzy. 10 czerwca, po kapitulacji korpusu, gen. Glass udał się na teren operacyjny Armii Ochotniczej. Tam początkowo pozostawał w rezerwie oficerskiej przy sztabie Armii Ochotniczej. 14 października 1918 objął dowództwo Kubańskiej Brygady Piechoty (płastuńskiej) w składzie 4 Dywizji Piechoty. W końcu 1918 w Odessie został zamordowany przez bolszewików.